# انریکه ایلنا
انریکه ایلنا (انگلیسی: Enrique Llena؛ زادهٔ ۶ نوامبر ۱۹۶۱) بازیکن فوتبال اهل اسپانیا است.